# Claoxylon ooumuense
Claoxylon ooumuense är en törelväxtart som beskrevs av Francis Raymond Fosberg och Marie-Hélène Sachet. Claoxylon ooumuense ingår i släktet Claoxylon och familjen törelväxter. IUCN kategoriserar arten globalt som nära hotad. Inga underarter finns listade i Catalogue of Life.